# Ana của Navarra
Ana của Navarra, hay Ana de Albret của Navarra (tiếng Tây Ban Nha: Ana de Navarra; tiếng Basque: Ana Nafarroakoa; tiếng Occitan: Ana de Navarra; tiếng Pháp: Anne de Navarre; tiếng Anh: Anne of Navarre; 19 tháng 5 năm 1492 – 15 tháng 8 năm 1532), được gọi là Infanta Ana, là một vương nữ của Navarra. Ana là người thừa kế ngai vàng của Navarra trong khoảng thời gian 1492-1496 và 1496–1501. Ana cũng đóng vai trò nhiếp chính của Navarra cho em trai Enrique II của Navarra nhiều lần trong khoảng thời gian từ 1517 đến 1532.

## Cuộc đời
Ana là con gái của Juan III của Navarra (mất năm 1516) và nữ vương Catalina I của Navarra, đồng thời là chị gái của Enrique II của Navarra .
Ana là người thừa kế ngai vàng Navarra từ khi sinh ra vào năm 1492 cho đến khi người em trai Enrique ra đời vào năm 1501. Điều này khiến cô trở thành đối tượng của một số lời cầu hôn, đặc biệt là từ Ferrando II và Isabel I, những người đã làm việc tích cực từ năm 1494 đến năm 1496 để cô được hứa hôn với con trai họ và người thừa kế Juan, Thân vương xứ Asturias : năm 1495, một thỏa thuận được đồng ý rằng Ana sẽ cần sự đồng ý của Ferrando II và Isabel I để kết hôn.  Kế hoạch kết hôn với Juan bị hủy bỏ vào năm 1496, khi người em trai đầu tiên của cô được sinh ra và Ana không còn là người thừa kế ngai vàng nữa: và khi em trai cô qua đời không lâu sau đó, vị trí người kế vị của Ana được khôi phục, thì Juan đã kết hôn với đến Margarete của Áo. 
Sau đó, một cuộc hôn nhân được đề nghị với Gaston xứ Foix, Công tước xứ Nemours, con trai của Jean xứ Foix, Tử tước xứ Narbonne, vớ mục đích thống nhất hai nhánh của vương thất Navarra, nhưng cuộc hôn nhân không thành vì Ferrando II của Aragón và Isabel I của Castilla không bằng lòng.  Năm 1500, Ana, vào thời điểm đó một lần nữa trở thành người thừa kế ngai vàng, được hứa gả cho cháu trai của Ferrando II và Isabel I.  Cuộc hôn nhân cũng không thành vì đến năm 1512, Navarra bị Aragón xâm chiếm và Ferrando II của Aragón không còn cần thiết phải sáp nhập Navarra thông qua liên minh hôn nhân. Theo hiệp ước năm 1495, Ana không thể kết hôn nếu không có sự đồng ý của Ferrando II và Isabel I, do đó Ana buộc phải duy trì tình trạng độc thân đến cuối đời.
Sau cuộc xâm lược của Aragón năm 1512, Ana sống cùng cha mẹ ở Pháp. Vào ngày 12 tháng 2 năm 1517, em trai của bà là Enrique kế vị ngai vàng. Vì Enrique II mới mười ba tuổi khi kế vị, Ana, 25 tuổi, đã đảm nhiệm vai trò nhiếp chính cho đến sinh nhật thứ mười lăm của Enrique II vào tháng 4 năm 1518. Vì ông dành phần lớn thời gian của mình tại triều đình Pháp trong thời gian trị vì của mình, Ana đã cai trị Navarra với tư cách nhiếp chính khi Enrique II vắng mặt trong khoảng thời gian từ khi Enrique II lên ngôi vào năm 1517 đến khi Ana qua đời vào năm 1532.
Ana được miêu tả như sau:
"bị ảnh hưởng bởi sức khỏe yếu ớt...gầy gò, lưng gù và kích thước nhỏ bé đến nực cười. Tuy nhiên, bà là một phụ nữ thông minh, dũng cảm đảm nhận trọng trách điều hành trong những chuyến thăm kéo dài của em trai bà đến triều đình Pháp". 